# Bistum Qacha’s Nek
Das Bistum Qacha’s Nek (lateinisch Dioecesis Qachasnekensis) ist eine römisch-katholische Diözese in Qacha’s Nek in Lesotho. 
Das Bistum wurde am 3. Januar 1961 aus der damaligen Diözese Maseru heraus gegründet. Es ist ein Suffraganbistum des Erzbistums Maseru.

## Ordinarien
- Joseph-Delphis Desrosiers OMI (1961–1981)
- Evaristus Thatho Bitsoane (1981–2010)
- Joseph Mopeli Sephamola OMI (seit 2013)